# Descàrrega conjunta

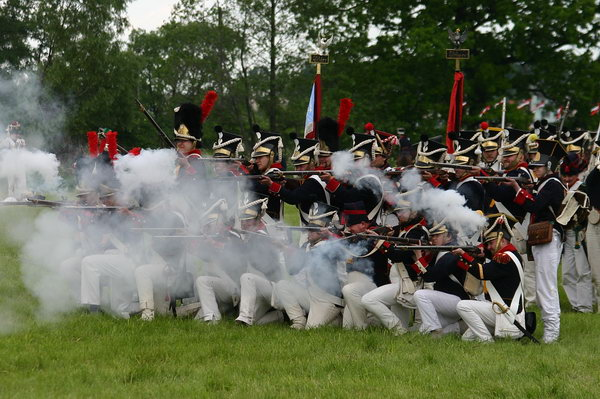
Un grup de reconstrucció històrica demostra la descàrrega conjunta amb mosquets.

La descàrrega conjunta o dispar en salva (en anglès volley firing) és una tàctica militar on tots els soldats d'una unitat disparen les seves armes al mateix temps al comandament. S'utilitza per contrarestar les armes que tenen poca precisió, baixa velocitat de tir, abast limitat o per proporcionar un efecte de xoc.

## Història

### Ús en la guerra
El dispar conjunt es remunta abans de l'inici del desenvolupament de les armes de foc. Tot i que avui en dia el terme s'utilitza principalment per a armes de foc on el combustible és la pólvora, la metodologia que hi ha al darrere també es va utilitzar per a armes de gamma més primitiva. Els legionaris romans llançaven conjuntament contra l'enemic les seves fletxes (o altres armes llancívoles) perquè l'efecte de xoc constituís un atac important. Va ser una tàctica habitual per als arquers amb arc llarg, que va ser àmpliament utilitzada a la guerra dels cent anys, per exemple, durant la batalla d'Agincourt el 1415. Tanmateix, quan els mosquets van entrar en ús general a la baixa edat mitjana, també es va utilitzar el dispar conjunt per a aquest tipus d'armes.

### Introducció dels mosquets
El dispar conjunt va guanyar importància a mesura que el mosquet va ser més dominant al camp de batalla als segles XVIII i XIX. Un mosquet de forat llis és imprecís a distàncies de més de 50 metres i els mosquets militars no tenien albirament. Per augmentar l'efecte i contrarestar el rang baix, tot una companyia disparava al mateix temps de manera que almenys alguns dels trets feien diana. Els soldats es posaven en línia i l'ordre era dirigir l'arma cap a l'enemic i després retirar-se per recarregar. L'exèrcit britànic sovint repartia les forces en dues o tres files que disparaven per torns. La primera fila disparava primer i s'agenollava després mentre la segona disparava i s'agenollava i després la tercera. Mentrestant, la primera fila recarregava i quedava preparada per llançar una nova salva. Aquest ús de trets col·lectius requereix una formació acurada dels soldats. Molts crides de reclutament no van tenir l'oportunitat d'entrenar els seus soldats, especialment l'imperi austríac que va tenir dificultats per aplicar aquesta forma de disparar i va haver d'abandonar els intents després de diverses vergonyoses pèrdues de molts dels seus soldats.

### Entrada de les armes de repetició
Amb el desenvolupament de mosquetes estriats i més tard amb càrrega posterior cap a la meitat de segle xix, el tret en salva es va complementar amb la formació de el tir de precisió i el tir lliure per als soldats. El major abast i una millor precisió van fer que la quantitat de tirs fos menys important. Les noves armes van provocar que desaparició de tàctiques amb soldats en línies ben formades en camp obert, de manera que una cobertura amb dispars imprecisos ja no era efectiva. Les armes de repetició van permetre fins i tot a grups reduïts de soldats fer gran quantitat de trets, i al començament de segle xx, el paper de l'andanada de trets va ser substituït per ràfegues de metralladora .